# Nintendo Integrated Research & Development
Nintendo Integrated Research and Development (Nintendo IRD), autrefois connu sous le nom de Nintendo Research and Development 3 (R&D3) est une des nombreuses équipes de développement de Nintendo.
En décembre 1980, Genyo Takeda est promu gérant de R&D3.

## Integrated Research & Development Department
Dirigée par Genyo Takeda, cette équipe, d'une cinquantaine de personnes, s'occupe désormais uniquement de la partie hardware et travaille notamment sur le design des manettes et sur la capacité des cartouches de jeux. Par le passé elle a développé des jeux sur Famicom et Super Nintendo tels que Punch-Out!!.
En janvier 2013, on annonce que Nintendo prévoit fusionner  ses équipes de console de jeux vidéo et de console portable en une seule division. La nouvelle est confirmée le mois suivant et la division en question conserve le nom de Integrated Research and Development avec Genyo Takeda comme dirigeant. La fusion réunit 280 employés au sein d'une même division.
Le 16 septembre 2015, Nintendo IRD fusionne avec Nintendo System Development pour devenir Nintendo Platform Technology Development. Nintendo System Development était la division de Nintendo responsable, entre autres, des services StreetPass, Miiverse et eShop .
| Titre                          | Année       | Plates-formes  | Directeur        | Producteur     |
| ------------------------------ | ----------- | -------------- | ---------------- | -------------- |
| EVR Race                       | 1975        | Arcade         |                  | Genyo Takeda   |
| Space Fever                    | 1979        | Arcade         |                  |                |
| SF-HiSplitter                  | 1979        | Arcade         |                  |                |
| Sheriff                        | 1979        | Arcade         |                  | Genyo Takeda   |
| Sheriff 2                      | 1980        | Arcade         |                  |                |
| Space Firebird                 | 1980        | Arcade         |                  | Genyo Takeda   |
| Heli Fire                      | 1980        | Arcade         |                  |                |
| Popeye                         | 1982        | Arcade         |                  | Genyo Takeda   |
| Punch-Out!!                    | 1983        | Arcade         |                  | Genyo Takeda   |
| Super Punch-Out!!              | 1984        | Arcade         |                  | Genyo Takeda   |
| Arm Wrestling                  | 1985        | Arcade         |                  | Genyo Takeda   |
| Famicom / NES Game Pak         | 1985        | NES            |                  |                |
| Mike Tyson's Punch-Out!!       | 1987        | NES            | Genyo Takeda     | Minoru Arakawa |
| StarTropics                    | 1990        | NES            | Genyo Takeda     | Genyo Takeda   |
| Zoda's Revenge: StarTropics II | 1994        | NES            | Genyo Takeda     | Genyo Takeda   |
| Super Punch-Out!!              | 1994        | Super Nintendo | Makoto Wada      | Genyo Takeda   |
| Nintendo 64                    | 1996        | Hardware       |                  | Genyo Takeda   |
| Pilotwings 64                  | 1996        | N64            | Makoto Wada      | Genyo Takeda   |
| Controller Pak                 | 1996        | N64            |                  |                |
| Transfer Pak                   | 1997        | N64            |                  |                |
| Rumble Pak                     | 1997        | N64            |                  |                |
| Expansion Pak                  | 1998        | N64            |                  |                |
| Nintendo 64DD                  | 1999        | N64            | Takao Sawano     | Genyo Takeda   |
| GameCube                       | 2001        | Hardware       |                  | Genyo Takeda   |
| Manette GameCube               | 2001        | GC             |                  |                |
| Carte mémoire GameCube         | 2001        | GC             |                  |                |
| Memory Card 251                | 2002        | GC             |                  |                |
| Wavebird                       | 2002        | GC             |                  |                |
| Game Boy Player                | 2003        | GC             |                  |                |
| Wii                            | 2006        | Hardware       | Ko Shiota        | Genyo Takeda   |
| Wiimote (Plus)                 | 2006 (2010) | Wii            | Akio Ikeda       | Genyo Takeda   |
| Nunchuk'                       | 2006        | Wii            |                  | Genyo Takeda   |
| Classic Controller (Pro)       | 2006 (2009) | Wii            |                  |                |
| Câbles composants Wii          | 2006        | Wii            |                  |                |
| Wii Zapper                     | 2007        | Wii            |                  | Genyo Takeda   |
| Wii Wheel                      | 2008        | Wii            | Kenichiro Ashida | Genyo Takeda   |
| Wii Balance Board              | 2008        | Wii            |                  | Takao Sawano   |
| Wii Speak                      | 2008        | Wii            |                  | Genyo Takeda   |
| Wii Motion Plus                | 2009        | Wii            | Junji Takamoto   | Genyo Takeda   |
| Wii U                          | 2012        | Hardware       | Ko Shiota        | Katsuya Eguchi |
| Wii U GamePad                  | 2012        | Wii U          | Masato Ibuki     | Katsuya Eguchi |
| Wii U Pro Controller           | 2012        | Wii U          |                  |                |

## Research & Engineering Department
Research & Engineering Department (RED) est l'équipe de développement des systèmes d'exploitation de toutes les consoles portables Nintendo, ainsi que de la conception des périphériques associés. Elle est dirigée par Satoru Okada.
| Titre                                    | Année | Plates-formes | Directeur          | Producteur                |
| ---------------------------------------- | ----- | ------------- | ------------------ | ------------------------- |
| Game Boy                                 | 1989  | Hardware      | Satoru Okada       | Satoru Okada Gunpei Yokoi |
| Virtual Boy                              | 1995  | Hardware      | Kenichi Sugino     | Gunpei Yokoi              |
| Game Boy Pocket                          | 1996  | Hardware      | Satoru Okada       | Satoru Okada              |
| Game Boy Light                           | 1998  | Hardware      | Satoru Okada       | Satoru Okada              |
| Game Boy Camera & Printer                | 1998  | GB            | Masato Kuwahara    | Hirokazu Tanaka           |
| Game Boy Color                           | 1998  | Hardware      | Satoru Okada       | Satoru Okada              |
| Game Boy Advance                         | 2001  | Hardware      | Masahiko Ohta      | Satoru Okada              |
| e-Reader                                 | 2002  | GBA           | Kazuhiko Fukuda    | Satoru Okada              |
| Game Boy Advance SP                      | 2003  | Hardware      | Kenichi Sugino     | Satoru Okada              |
| Nintendo DS                              | 2004  | Hardware      | Satoru Okada       | Satoru Okada              |
| Play-Yan                                 | 2005  | GBA/DS        |                    |                           |
| Game Boy Micro                           | 2005  | Hardware      | Kenichi Sugino     | Satoru Okada              |
| Nintendo DS Lite                         | 2006  | Hardware      | Kazuo Yoneyama     | Satoru Okada              |
| Nintendo DSi                             | 2008  | Hardware      | Masato Kuwahara    | Satoru Okada              |
| Nintendo DSi XL                          | 2009  | Hardware      | Masato Kuwahara    | Satoru Okada              |
| Battle & Get! Pokémon Typing DS Keyboard | 2011  | DS            | Masato Kuwahara    | Tsunekazu Ishihara        |
| Nintendo 3DS                             | 2011  | Hardware      | Kazunori Koshiishi | Hideki Konno              |
| Circle Pad Pro                           | 2012  | 3DS           |                    |                           |
| Nintendo 3DS XL                          | 2012  | Hardware      | Kazunori Koshiishi | Hideki Konno              |